# Zájmeno
Zájmeno (pronomen, z latinského pro-nomen – „za-jméno“) je jedním z plnovýznamových ohebných slovních druhů. Jde v podstatě o uzavřenou skupinu výrazů. Ve větě obvykle zastupují podstatná jména nebo přídavná jména a mají tak zpravidla funkci podmětu, předmětu nebo přívlastku.

## Typy zájmen
Zájmena se podle funkce a významu dělí na:
- zájmena osobní (též personalia) – já, ty, on, ona, ono, my, vy, oni, ony, ona a zvratná zájmena se a si
- zájmena přivlastňovací (též posesiva) – můj, tvůj, jeho, její, náš, váš, jejich a zvratné zájmeno svůj
- zájmena ukazovací (též demonstrativa) – ten, tento, tenhle, onen, takový, týž, tentýž, sám
- zájmena tázací (též interogativa) – kdo?, co?, jaký?, který?, čí?
- zájmena vztažná (též relativa) – kdo, co, jaký, který, čí, jenž
- zájmena neurčitá (též indefinitiva) – někdo, nějaký, některý, leckdo, lecco, něčí, něco – jsou tvořena pomocí kombinace předpony (ně-, lec-, leda-, kde-, málo-, málokdy užívané zřídka-, sotva-, bůhví-, apod.) nebo přípony (-si, -koli, -koliv) a tázacího zájmena
- zájmena záporná (též negativa) – nikdo, nic, nijaký, ničí, žádný

V některých jazycích se k typům ještě samostatně řadí zájmena zvratná (reflexiva), vzájemná (reciprokalia) a určovací (demonstrativa). Zájmena spolu se zájmennými číslovkami a zájmennými příslovci tvoří skupinu deiktických (odkazovací, ukazovacích) slov.

## Osobní zájmena
U osobních zájmen je zpravidla morfologicky odlišeno podmětové a předmětové užití a to dokonce i v jazycích, které nepoužívají skloňování – např. anglické I (já) – me (mě). U předmětového užití se navíc často rozlišuje důrazová a nedůrazová forma – srv. angl. me – myself, nebo české mu – jemu. Pomocí osobních zájmen lze někdy také vyjádřit úctu (honorifika, v češtině především protiklad vykání a tykání).
Některé jazyky (např. austronéské, mnohé indiánské, vietnamština aj.) rozlišjí v první osobě množného (tam, kde existuje, i dvojného) čísla tzv. inkluzivní tvar s významem "my všichni" (ve dvojném čísle má význam "já a ty") a exkluzivní tvar, který jakoby vylučuje osloveného a má význam "já/my a oni (ale ne ty/vy)".

## Ukazovací zájmena
Pomocí ukazovacích zájmen může mluvčí odkazovat jednak k jiným částem textu (reference vnitrotextová, endoforická) nebo k vnějšímu světu (reference mimotextová, exoforická, deixe). U deixe (ukazování) je zpravidla dále rozlišena deixe proximální a distanční (tento – tamten), v některých jazycích je navíc odlišeno více stupňů distanční deixe (např. ve španělštině; v češtině se tomu blíží protiklad tamten – tamhleten).

## Historické názvy
V „Německo-českém slovníku vědeckého názvosloví“ Pavla Josefa Šafaříka z roku 1853 jsou jako zastaralá synonyma pro zájmeno uvedeny termíny místojméno a náměstka.